# Az Amerikai Virgin-szigetek a 2004. évi nyári olimpiai játékokon
Az Amerikai Virgin-szigetek a görögországi Athénban megrendezett 2004. évi nyári olimpiai játékok egyik részt vevő nemzete volt. Az országot az olimpián 4 sportágban 6 sportoló képviselte, akik érmet nem szereztek.

## Atlétika
Férfi
| Versenyző     | Versenyszám | Előfutam | Előfutam | Előfutam | Negyeddöntő | Negyeddöntő | Negyeddöntő | Elődöntő | Elődöntő | Elődöntő | Döntő   | Döntő    |
| Versenyző     | Versenyszám | Idő      | Hely.    | Össz.    | Idő         | Hely.       | Össz.       | Idő      | Hely.    | Össz.    | Idő     | Helyezés |
| ------------- | ----------- | -------- | -------- | -------- | ----------- | ----------- | ----------- | -------- | -------- | -------- | ------- | -------- |
| Adrian Durant | 100 m       | 10,52    | 6.       | 52.      | kiesett     | kiesett     | kiesett     | kiesett  | kiesett  | kiesett  | kiesett | kiesett  |

Női
| Versenyző     | Versenyszám | Előfutam | Előfutam | Előfutam | Negyeddöntő | Negyeddöntő | Negyeddöntő | Elődöntő | Elődöntő | Elődöntő | Döntő   | Döntő    |
| Versenyző     | Versenyszám | Idő      | Hely.    | Össz.    | Idő         | Hely.       | Össz.       | Idő      | Hely.    | Össz.    | Idő     | Helyezés |
| ------------- | ----------- | -------- | -------- | -------- | ----------- | ----------- | ----------- | -------- | -------- | -------- | ------- | -------- |
| LaVerne Jones | 100 m       | 11,38    | 4.       | 25.      | 11,44       | 6.          | 23.         | kiesett  | kiesett  | kiesett  | kiesett | kiesett  |
| LaVerne Jones | 200 m       | 23,20    | 3.       | 28.      | 23,09       | 6.          | 16.         | kiesett  | kiesett  | kiesett  | kiesett | kiesett  |

## Sportlövészet
Férfi
| Versenyző  | Versenyszám    | Selejtező | Selejtező | Döntő   | Döntő    |
| Versenyző  | Versenyszám    | Pont      | Helyezés  | Pont    | Helyezés |
| ---------- | -------------- | --------- | --------- | ------- | -------- |
| Chris Rice | Légpisztoly    | 551       | 46.       | kiesett | kiesett  |
| Chris Rice | Szabadpisztoly | 529       | 41.*      | kiesett | kiesett  |

* - egy másik versenyzővel azonos eredményt ért el

## Úszás
Férfi
| Versenyző      | Versenyszám | Előfutam | Előfutam | Előfutam | Elődöntő | Elődöntő | Elődöntő | Döntő   | Döntő    |
| Versenyző      | Versenyszám | Idő      | Hely.    | Össz.    | Idő      | Hely.    | Össz.    | Idő     | Helyezés |
| -------------- | ----------- | -------- | -------- | -------- | -------- | -------- | -------- | ------- | -------- |
| Josh Laban     | 50 m gyors  | 23,43    | 4.       | 43.*     | kiesett  | kiesett  | kiesett  | kiesett | kiesett  |
| George Gleason | 100 m gyors | 51,69    | 6.       | 44.      | kiesett  | kiesett  | kiesett  | kiesett | kiesett  |
| George Gleason | 100 m hát   | 57,64    | 5.       | 37.      | kiesett  | kiesett  | kiesett  | kiesett | kiesett  |

* - egy másik versenyzővel azonos időt ért el

## Vitorlázás
Nyílt
| Versenyző     | Versenyszám | Futam | Futam | Futam | Futam | Futam | Futam | Futam | Futam | Futam | Futam | Futam | Pontszám | Helyezés |
| Versenyző     | Versenyszám | 1     | 2     | 3     | 4     | 5     | 6     | 7     | 8     | 9     | 10    | 11    | Pontszám | Helyezés |
| ------------- | ----------- | ----- | ----- | ----- | ----- | ----- | ----- | ----- | ----- | ----- | ----- | ----- | -------- | -------- |
| Timothy Pitts | Laser       | 42    | 40    | 41    | 40    | 36    | 39    | 37    | 34    | 34    | 40    | 40    | 381      | 41.      |